# Trinle Gyatso
Trinle Gyatso, også stavet Trinley Gyatso og Thinle Gyatso var den den tolvte inkarnation af Dalai Lama i Gelug-skolen i den tibetanske buddhisme. Han blev anerkendt som reinkarnation af Dalai Lama 1858 og besteg tronen 1860.
Den tolvte Dalai Lamas regeringstid var kendetegnet af øget politisk uro i Tibets nærområde. Europæere fik forbud mod at rejse ind i Tibet på grund af briternes krig i Sikkim og Bhutan.